# Гость из Мекки
«Гость из Мекки»  другое название – Дорога огня — советский немой художественный драматический фильм режиссёра Георгия Тасина, снятый на Одесской кинофабрике ВУФКУ в 1930 году.
Фильм не сохранился.

## Сюжет
Действие происходит в начале 1930-х годов в вымышленном азиатском государстве Гюлистане. Строительству железнодорожных путей в стране мешает сильное иностранное государство. Под видом «святого из Мекки» в Гюлистан прибывает диверсант-провокатор. Выполняя волю своих хозяев, он подстрекает народ к вражде против любых прогрессивных деяний в стране, готовит восстание с целью вызвать иностранное вмешательство. Но гюлистанцы разоблачают «святого», их вера в СССР нерушима…

## В ролях
- Хайри Эмир-заде  – Фаиз Мамед
- Николай Надемский – Шах-Каммон, слепой старец
- Карл Томский — Арбо-Бектр,благочестивый старец
- Владимир Цоппи – Лу-Саиб, святой гость из Мекки
- Николай Беляев – генерал Варрен
- Борис Карлаш-Вербицкий – Фатех, инженер
- Гавриил Маринчак – Джабар, надсмотрщик
- Николай Кучинский – полковник Блесман
- Б. Шелестов-Заузе – офицер
- Камиль Ярма́тов – Хабибулла
- Григорий Ефремов – "человек-нож"
- М. Микаберидзе – Рикси, девушка-бандитка
- С. Курбатов — эпизод

## Съёмочная группа
- Режиссёр — Георгий Тасин
- Сценаристы — Владимир Вольдо, Станислав Уэйтинг-Радзинский
- Оператор —  Михаил Борисович Бельский
- Художник — Иосиф Шпинель, Пётр Бейтнер